# Deadly Premonition
«Deadly Premonition» (укр. Смертельне передчуття) — відеогра 2010 року, розроблена Access Games у жанрі survival horror у відкритому світі. Події гри розгортаються у вигаданому американському містечку Грінвейл (англ. Greenvale), штат Вашингтон. Сюжет розповідає про розслідування жорстокого вбивства вісімнадцятирічної дівчини, яке проводиться спеціальним агентом ФБР Френсісом Йорком Морганом (англ. Francis York Morgan).
Deadly Premonition було видано у лютому 2010 року для Xbox 360 та у березні для PlayStation 3; версію для Xbox 360 було видано Ignition Entertainment у Північній Америці, Marvelous Entertainment у Японії та Rising Star Games у Європі. Корпорація Marvelous Entertainment випустила версію для PlayStation 3 ексклюзивно в Японії. Пізніше у 2013 році видавництво Rising Star Games випустила режисерську версію гри для PlayStation 3 та Microsoft Windows. Порт для Nintendo Switch, Deadly Premonition: Origins, з'явився лише у 2019 році.
Відеогра Смертельне Передчуття є перезапуском попередньої відеогри «Rainy Woods» (укр. Дощові ліси) від виробника Access Games. Гра перебувала на стадії розроблення з вересня 2004 року по жовтень 2007 року, але, незабаром після дебюту на Токійському ігровому шоу 2007 року, її скасували через технічні негаразди. Deadly Premonition об'єднала у собі попередні доробки та новий ігровий сценарій.
Геймплей поділено на детективне розслідування Френсіса Йорка у Грінвейлі, та фінальні сцени надприродних баталій, у яких Френсіс має перемогти декількох фантазійних істот. Розробники мали за намір зробити середовище гри якомога реалістичнішим: неігрові персонажі дотримуються індивідуального 24-годинного розкладу, а масштаби Грінвейла мали відтворювати масштаби типового американського містечка-селища. Під час розроблення виникли проблеми з розподілом пам'яті, деякими аспектами освітлення та тіні, а також з фізичним рушієм PhysX.
Відгуки критиків щодо Deadly Premonition драматично розділилися, гра навіть увійшла до Книги рекордів Гіннеса як найбільш неоднозначна гра у жанрі survival horror. Незважаючи на те, що оригінальне видання гри не досягло комерційних успіхів, Deadly Premonition здобула статус культової, ставши прикладом гри як мистецтво. Друга частина гри з назвою, Deadly Premonition 2: A Blessing in Disguise (укр. Смертельне передчуття 2: Приховане благословення), вийшла у 2020 році.

## Геймплей

На скриншоті режисерської версії гри, агент Йорк (у центрі) стоїть під дощем біля відкритої поліцейської дільниці. Мапа міста відносно позиції Йорка знаходиться у нижньому лівому кутку, а смужки його здоров'я та сонливості/серцебиття — у верхньому лівому кутку; у нижньому правому кутку є позначки, яка вказує на оснащену зброю.

Deadly Premonition — це гра у жанрі survival horror, події якої відбуваються у відкритому світі від третьої особи. Мета гри полягає у керуванні діями персонажа-гравця агентом ФБР Френсісом Йорком Морганом, який має встановити особу Raincoat Killer (укр. Вбивці у плащі), що несе відповідальність за вчинене вбивство у містечку Грінвейл. Йорк отримує гроші за різноманітні дії такі як: проходження рівнів, незначні рутинні задачі, такі як гоління або зміна костюмів; його також можуть оштрафувати за погану роботу, наприклад, за брудний одяг, який приваблює мух. Крім того, Йорку потрібні їжа та сон, на це вказують показники потреб голоду і сні. Сон відновлює його здоров'я та зменшує втому, а деяку їжу та предмети можна використовувати для запобігання сонливості.
Йорк може досліджувати Грінвейл пішки, на автомобілі або використовуючи спеціальний предмет, який можна отримати, виконавши один з другорядних квестів. Автомобілі потрібно обслуговувати та ремонтувати, оскільки вони споживають паливо та ламаються. Агент Йорк має купувати пальне та платити за ремонт машин. Нерідко для дослідження ігрових локацій та опитування персонажів у гравця є часові обмеження; однак, якщо гравець не завершив місію вчасною, її можна повторити пізніше. Бізнес та розважальні заклади в Грінвейлі мають певні години роботи, тому, щоб скористатися послугами, їх треба відвідувати вчасно.
Гра має динамічну систему погоди, день та ніч, це впливає на реакцію неігрових персонажів. Якщо Йорк взаємодіє з одним з таких персонажів у певний час та у певному місці, персонаж може запропонувати гравцю виконати другорядний квест за додаткові винагороди. Окрім другорядних квестів, по місту розповсюджені колекційні картки, які гравець може збирати під час геймплею. Йорк також може брати участь у міні-іграх, таких як дартс, перегони через контрольно-пропускні пункти та риболовля. Для прискорення або пропуску ігрового часу, Йорк може палити цигарки.

## Нотатки
1. ↑  Known as Red Seeds Profile (яп. レッドシーズプロファイル, Reddo Shīzu Purofairu) in Japan